# Hyracotherium
Hyracotherium (/ˌhaɪərək[invalid input: 'ɵ']ˈθɪəriəm/ HY-rək-o-THEER-ee-əm; "thú giống đa man") hay Ngựa thủy tổ là một chi ngựa nhỏ và là tổ tiên của ngựa hiện đại. Chúng đã sinh sống ở Bắc bán cầu với nhiều loài sống khắp châu Á, châu Âu, Bắc Mỹ trong thời kỳ từ đầu cho đến giữa Thế Eocen, khoảng 60 đến 45 triệu năm trước.
Chúng từng được xem là loài được biết đến sớm nhất của họ Ngựa trước khi được phân loại lại thành một loài thuộc nhóm palaeothere, thuộc một họ guốc lẻ có họ hàng với cả ngựa và các động vật thuộc họ Brontotheriidae.

## Hình ảnh

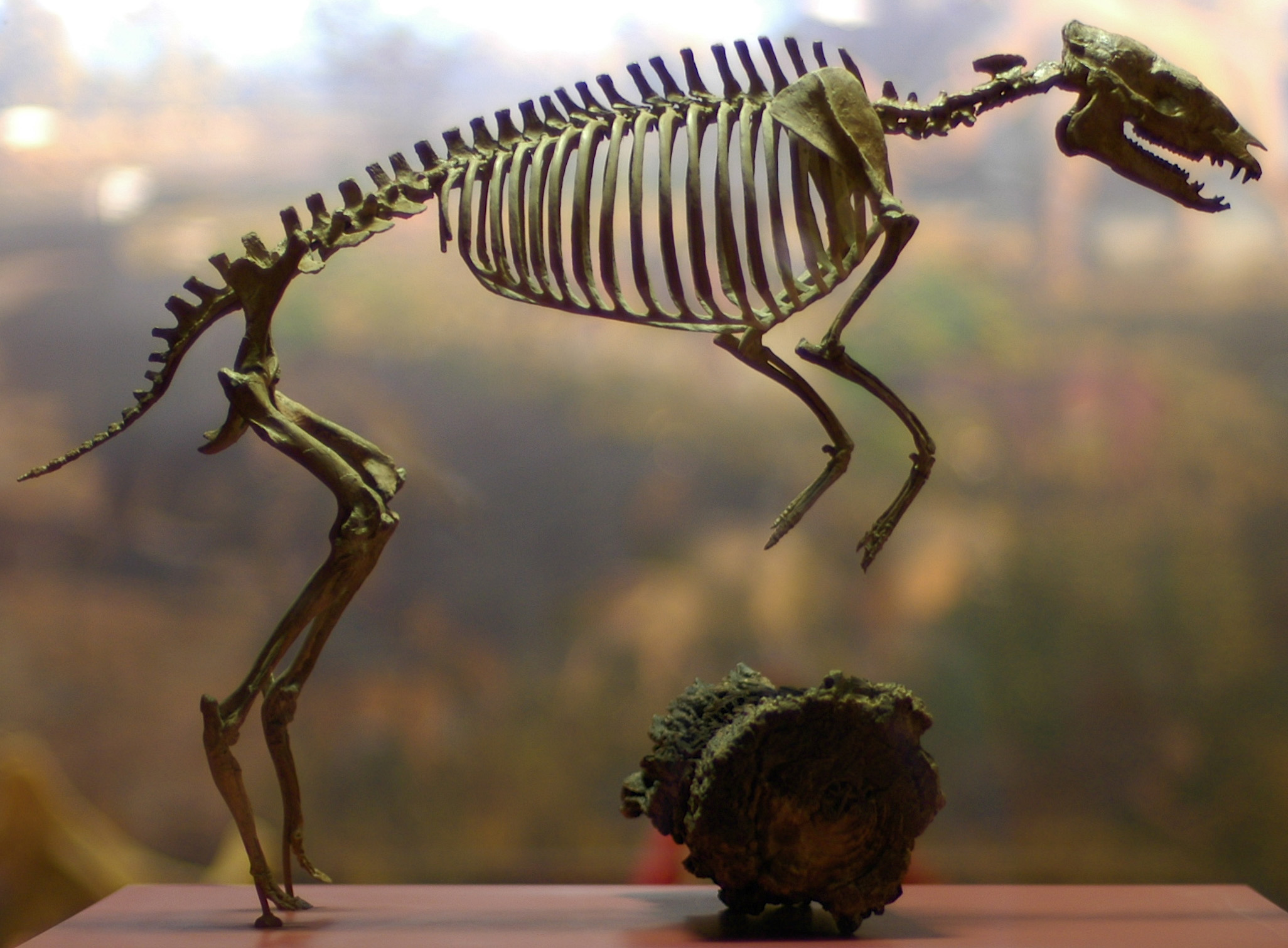
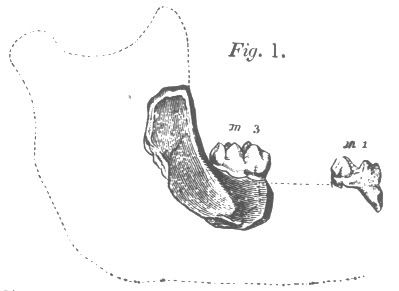
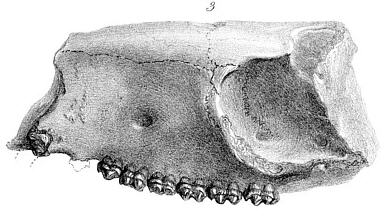
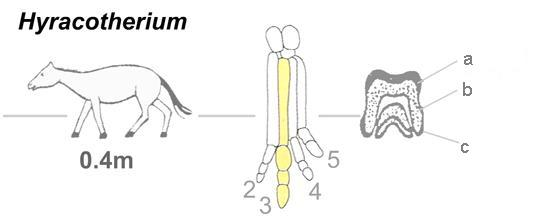